# Lane (Dakota del Sud)
Lane és una població dels Estats Units a l'estat de Dakota del Sud. Segons el cens del 2000 tenia 59 habitants.

## Demografia
Segons el cens del 2000, Lane tenia 59 habitants, 30 habitatges, i 18 famílies. La densitat de població era de 48,5 habitants per km².
Dels 30 habitatges en un 20% hi vivien nens de menys de 18 anys, en un 43,3% hi vivien parelles casades, en un 20% dones solteres, i en un 36,7% no eren unitats familiars. En el 33,3% dels habitatges hi vivien persones soles el 13,3% de les quals corresponia a persones de 65 anys o més que vivien soles. El nombre mitjà de persones vivint en cada habitatge era d'1,97 i el nombre mitjà de persones que vivien en cada família era de 2,42.
Per edats la població es repartia de la següent manera: un 15,3% tenia menys de 18 anys, un 6,8% entre 18 i 24, un 30,5% entre 25 i 44, un 27,1% de 45 a 60 i un 20,3% 65 anys o més.
L'edat mediana era de 44 anys. Per cada 100 dones de 18 o més anys hi havia 108,3 homes.
La renda mediana per habitatge era de 14.464 $ i la renda mediana per família de 18.750 $. Els homes tenien una renda mediana de 16.667 $ mentre que les dones 15.625 $. La renda per capita de la població era de 13.750 $. Entorn del 8,3% de les famílies i el 5% de la població estaven per davall del llindar de pobresa.

## Poblacions més properes
El següent diagrama mostra les poblacions més properes.